# Kościół św. Stanisława Biskupa i Męczennika w Wilczyskach
Kościół św. Stanisława Biskupa i Męczennika – rzymskokatolicki kościół parafialny pw. św. Stanisława Biskupa i Męczennika, wybudowany w 1605, znajdujący się w Wilczyskach.
W 1976 wpisany na listę zabytków razem z dzwonnicą i ogrodzeniem oraz cmentarzem kościelnym z kaplicą grobową rodziny Majchrowiczów z 1862. Świątynia leży na szlaku architektury drewnianej w Województwie Małopolskim. 

## Historia
Kościół zbudowano w 1605 na miejscu starszej świątyni z XV w. W 1641 został poświęcony. Gruntowny remont przeszedł w XVIII w., kiedy między innymi dobudowano kaplicę. W 1872 odnowiony, obniżono dach i ściany. Kilkakrotnie remontowany w drugiej połowie XX w.

## Architektura i wyposażenie
Jest to obiekt drewniany konstrukcji zrębowej, nieorientowany, dwudzielny. Składa się z trójbocznie zamkniętego prezbiterium i szerszej nawy. Do prezbiterium od północy przylega zakrystia, a do nawy dwie niewielkie kruchty i dobudowana kaplica. Ściany oszalowane pionowo z listwowaniem. Całość pokryta niezależnymi gontowymi dachami. Z dachu nad sanktuarium wyrasta wieżyczka sygnaturkowa z latarnią i hełmem.
Wnętrze nakryte stropami płaskimi z fasetą. Otwór tęczowy zwieńczony łukiem o wykroju w ośli grzbiet z krucyfiksem z XVIII w. Na wyposażeniu trzy ołtarze późnobarokowe z końca XVIII w. W ołtarzu głównym obraz św. Stanisława Biskupa. Najstarszym elementem wyposażenia jest kamienna chrzcielnica z 1486, którą rysował Stanisław Wyspiański podczas wycieczki po sądecczyźnie. 

## Otoczenie
Przy kościele murowana dzwonnica parawanowa z pierwszej połowy XIX w. i ogrodzenie.

## Galeria

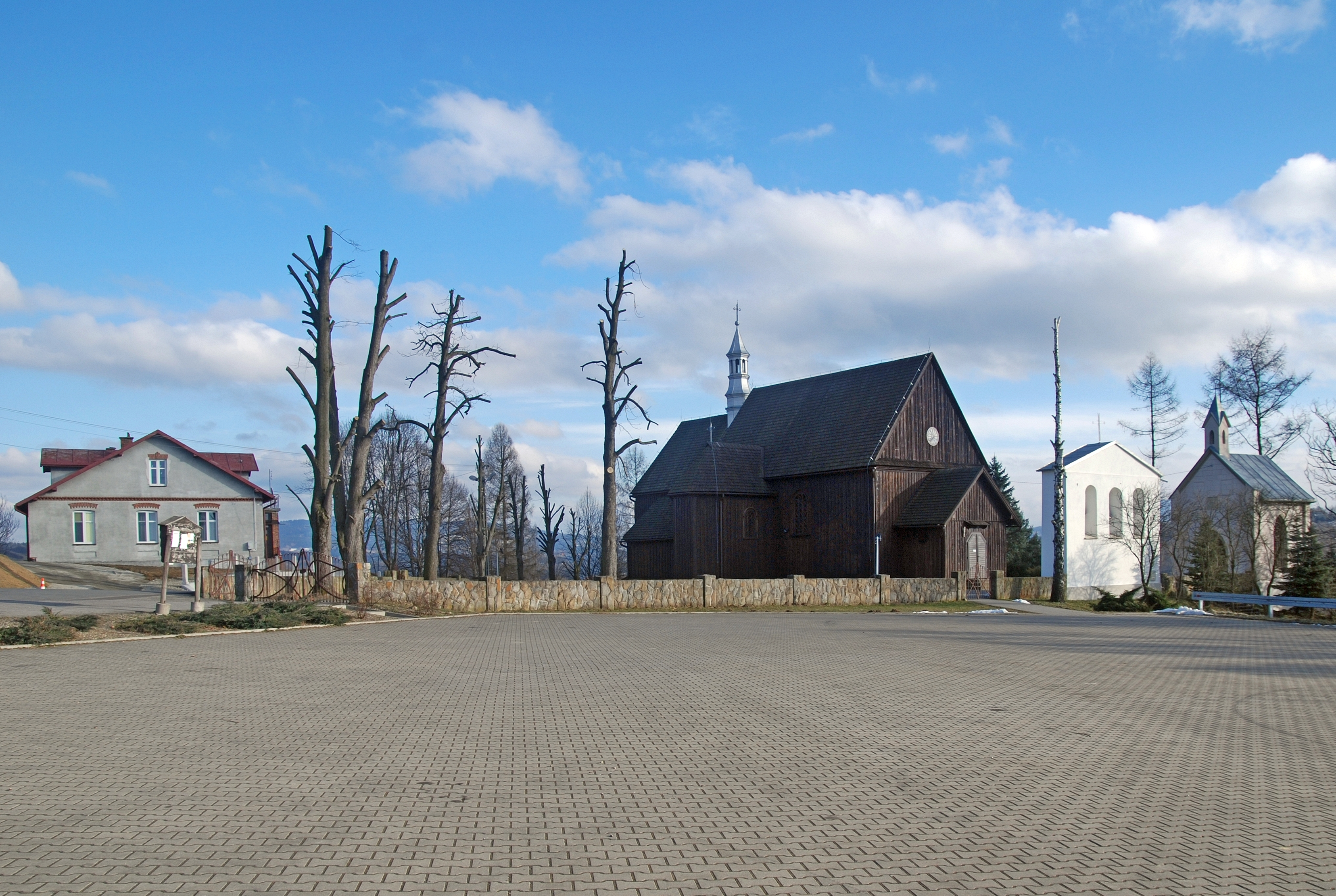
Widok ogólny
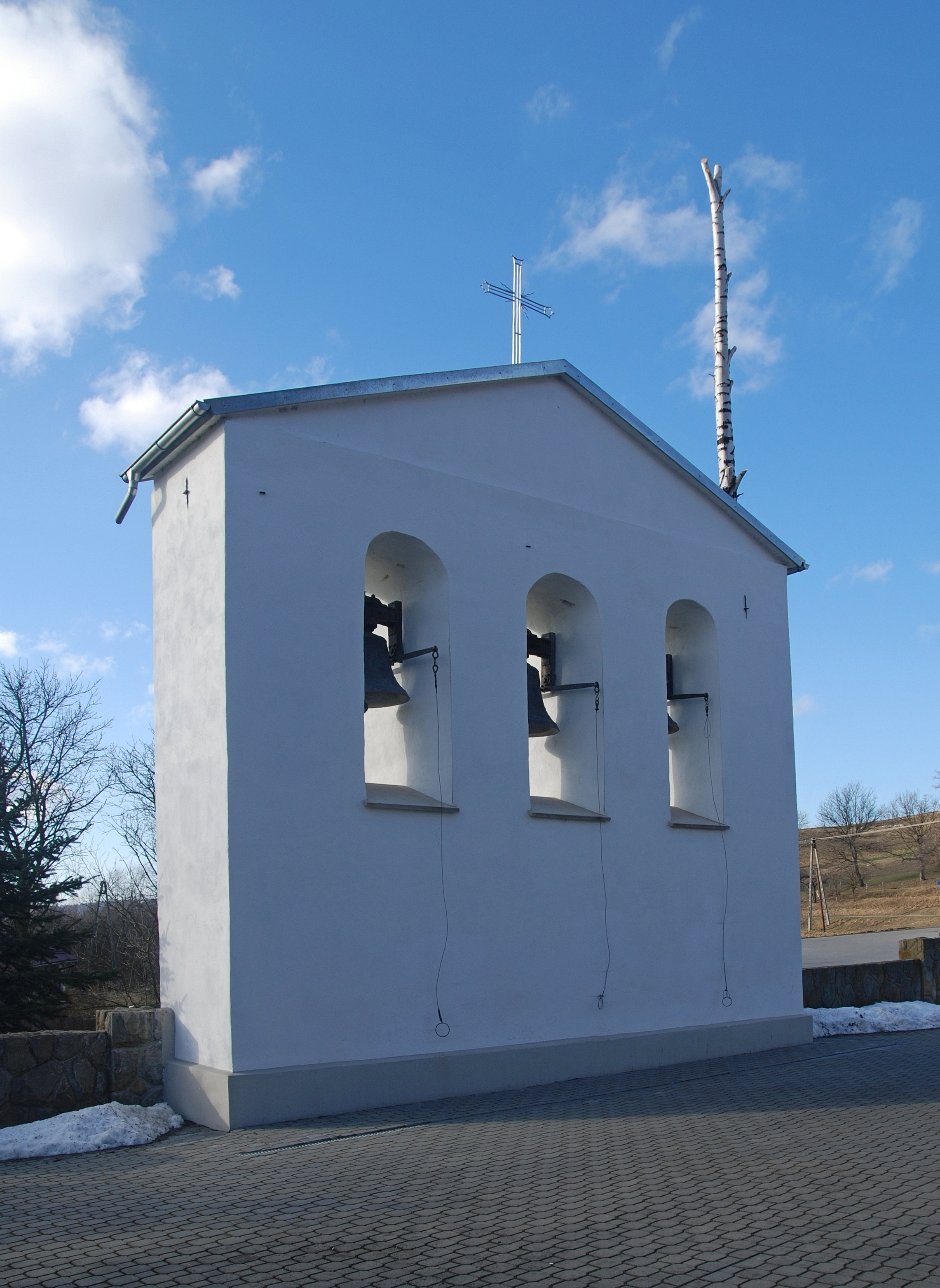
Dzwonnica
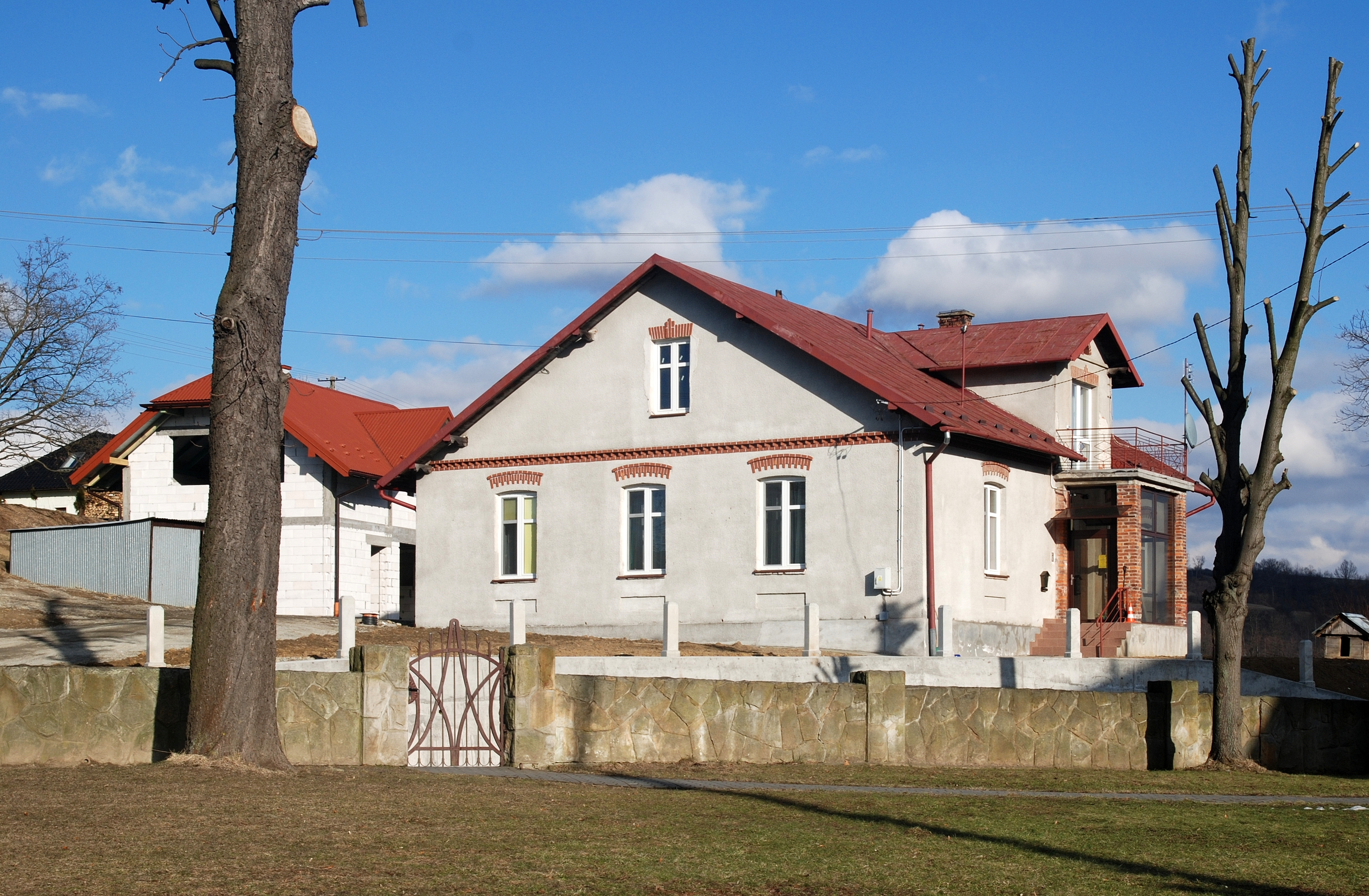
Plebania